# Autophila pauli
Autophila pauli là một loài bướm đêm trong họ Erebidae.